# Hippolais
Genre
Les Hypolaïs (Hippolais) forment un genre d'oiseaux appartenant à la famille des Acrocephalidae. Certaines espèces sont désormais placées dans le genre Iduna.

## Listes des espèces
D'après la classification de référence (version 6.4, 2016) du Congrès ornithologique international (ordre phylogénique) :
- Hippolais languida – Hypolaïs d'Upcher
- Hippolais olivetorum – Hypolaïs des oliviers
- Hippolais polyglotta – Hypolaïs polyglotte
- Hippolais icterina – Hypolaïs ictérine